# Imma atrosignata
Imma atrosignata är en fjärilsart som beskrevs av Felder 1861. Imma atrosignata ingår i släktet Imma och familjen Immidae. Inga underarter finns listade i Catalogue of Life.